# Herakles av Makedonien
Herakles av Makedonien, född 327 f.Kr., död 309 f.Kr., var utomäktenskaplig son till Alexander den store och Barsine.
Han föddes år 327 under Alexanders fälttåg i Baktrien. När Alexander gifte sig med Roxana avslutade han förbindelsen med Barsine, som bosatte sig med sin son i Pergamon.
Efter Alexanders död 323 tillfångatogs de av Nearchos, som använde Heracles som för att hävda rätten till Alexanders tron i hans namn. År 309 mördades både han och hans mor av Polysperchon på uppmaning av Kassander. 